# Motukauere Island
Motukauere Island ist eine Insel im Lake Whangape, einem See in der Region Waikato im Norden der Nordinsel von Neuseeland.

## Geographie
Motukauere Island befindet sich im östlichen Teil des rund 11,97 km² großen Sees Lake Whangape, der rund 12 km nordwestlich von Huntly und rund 29 km südsüdöstlich von Pukekohe liegt. Die 28,7 Hektar große Insel besitzt eine Länge von rund 1,27 km in Südwest-Nordost-Richtung und misst an ihrer breitesten Stelle im südlichen Teil rund 480 m in Westnordwest-Ostsüdost-Richtung. Ihre Höhe liegt etwas über 20 m.

## Flora und Fauna
Die Insel ist mit Ausnahme einiger weniger Strände gänzlich mit Büschen und Bäumen bewachsen.